# Mărdăreuca, Criuleni
Mărdăreuca este un sat din raionul Criuleni, Republica Moldova.